# Металлург (хоккейный клуб, Лиепая)
«Металлург» (официальное название «Лиепаяс Металургс», латыш. Liepājas Metalurgs) — хоккейный клуб из латвийского города Лиепая. Основан в 1997 году. В 2013 году из-за финансовых проблем клуб расформирован.

## История клуба

### Хоккей в Лиепае
Ещё до присоединения Латвии к Советскому Союзу в Лиепае были организованы хоккейные команды, которые, однако, выступали только в зимнее время и только на любительском уровне. В советское время уровень хоккея в городе значительно повысился за счёт финансирования команд, однако из-за отсутствия крытой спортивной арены команды проводили тренировки только зимой, а все основные матчи команды Лиепаи вынуждены были проводить исключительно в Риге. Сразу после восстановления независимости ситуация ухудшилась, поскольку из-за экономического кризиса большая часть работников была уволена. Только с 1995 года начался процесс восстановления детско-юношеских хоккейных школ города.

### Спонсор клуба
Самым крупным меценатом лиепайского спорта во все времена был металлургический комбинат «Сарканайс Металургс», который вкладывал свои средства в развитие социальной сферы города. Это было неудивительным, поскольку это предприятие являлось градообразующим и отдавало треть своей прибыли в казну Латвии (и Латвийской ССР) и самой Лиепаи. Руководство комбината уделяло большое внимание игровым видам спорта и детско-юношеским секциям, благодаря чему в 1990-е годы к нему обращались с просьбой о помощи многочисленные коллективы города и чиновники. С 1991 года комбинат носит название «Лиепаяс Металургс» после перевода экономики Латвии на рыночные рельсы, что позволило после кризиса возродить комбинат. При новом менеджменте появился новый сегмент услуг, комбинат начал участвовать в развитии различных сфер экономики. Именно тогда городская администрация после долгих споров с руководством комбината и мэрии согласилась предоставить средства на развитие некоторых сегментов социально-бытового сектора города с объектами социально-культурного направления. В числе этих объектов оказалась и будущая спортивная арена для нового клуба.

### Строительство арены
Строительство арены началось в 1996 года после завершения проектирования самого ледового дворца, а в 1998 году арену достроили. Однако перед руководством города встала проблема эксплуатации — по предложению мэрии арену всё же передали в распоряжение комбината, а комбинат разрешил тренироваться на ней местной любительской команде. На базе этой команды появился хоккейный клуб «Металургс», а затем появилась и профессиональная команда, которая рекламировала этот комбинат. В том же году благодаря руководству комбината появилась и одноимённая футбольная команда. В 2008 году появилась новая ледовая арена под названием «Олимпийский ледовый дворец», на которую вскоре и переехал хоккейный клуб.

### Современные дни
Хоккейный клуб «Металлург» отсчитывает свою историю с 1998 года: первые его воспитанники набирались из различных детско-юношеских школ Лиепаи и рижских динамовцев. Его появление помогло воплотить в жизнь амбициозные планы председателя правления «Лиепаяс Металургс» Сергея Захарьина и жителей города. «Металлурги» шесть раз выигрывали чемпионат Латвии (1998/99, 1999/00, 2001/02, 2002/03, 2007/2008, 2008/2009), дважды становились серебряными призёрами (2000/01, 2005/06) и трижды бронзовыми (2003/04, 2004/05, 2006/07). Шесть сезонов команда провела в Восточноевропейской хоккейной лиге, в которой выиграла в 2002 году. На данный момент команда выступает в Белорусской Экстралиге, где чередует успешные выступления с провальными.
В сезоне 2012/2013 молодёжная команда «Металлурга» выступала в первенстве Молодёжной хоккейной лиги. Однако из-за проблем с финансированием молодёжная команда «Металлурга» не будет принимать участие в МХЛ Б в следующем сезоне. Кроме того, основная команда продолжит своё существование в Латвийской хоккейной лиге.

## Статистика
| Латвийская хоккейная лига | Латвийская хоккейная лига | Кубок латвийской лиги | Кубок латвийской лиги |
| Сезон                     | Место                     | Год                   | Выигрыш               |
| ------------------------- | ------------------------- | --------------------- | --------------------- |
| 1999/00                   | 1-е                       | 1999                  | Обладатель            |
| 2000/01                   | 2-е                       |                       |                       |
| 2001/02                   | 1-е                       |                       |                       |
| 2002/03                   | 1-е                       |                       |                       |
| 2003/04                   | 3-е                       |                       |                       |
| 2004/05                   | 3-е                       |                       |                       |
| 2005/06                   | 2-е                       |                       |                       |
| 2006/07                   | 3-е                       | 2007                  | Обладатель            |
| 2007/08                   | 1-е                       | 2008                  | Обладатель            |
| 2008/09                   | 1-е                       |                       |                       |

| Восточно-европейская хоккейная лига | Восточно-европейская хоккейная лига | Балтийская Лига | Балтийская Лига |
| Сезон                               | Место                               | Сезон           | Место           |
| ----------------------------------- | ----------------------------------- | --------------- | --------------- |
| 1998/99                             | 4-е                                 |                 |                 |
| 1999/2000                           | 3-е                                 |                 |                 |
| 2000/01                             | 5-е                                 | 2000/01         | 1-е             |
| 2001/02                             | 1-е                                 |                 |                 |
| 2002/03                             | 5-е                                 |                 |                 |
| 2003/04                             | 6-е                                 |                 |                 |

| Белорусская экстралига | Белорусская экстралига | Континентальный кубок | Континентальный кубок |
| Сезон                  | Место                  | Сезон                 | Достижения            |
| ---------------------- | ---------------------- | --------------------- | --------------------- |
| 2004/05                | 7-е                    | 1998                  | Второй раунд          |
| 2005/06                | 10-е                   | 1999                  | Второй раунд          |
| 2008/09                | 8-е                    | 2000/01               | Второй раунд          |
| 2009/10                | 10-е                   | 2001/02               | Первый раунд          |
| 2010/11                | 6-е (1/4 финала)       | 2002/03               | Второй раунд          |
| 2011/12                | 7-е (1/4 финала)       | 2003/04               | Второй раунд          |
| 2012/13                | 6-е (1/4 финала)       | 2008/09               | Второй раунд          |